# Strzelecki Park Krajobrazowy
Strzelecki Park Krajobrazowy – park krajobrazowy położony na pograniczu powiatu chełmskiego i hrubieszowskiego (województwo lubelskie). Leży na terenie gmin Dubienka, Białopole, Horodło i Hrubieszów.
Powierzchnia Parku wynosi 120,26 km², natomiast jego otulina liczy 114,86 km².
Najbardziej czytelną formą rzeźby jest rozległa dolina Bugu, osiągająca największą szerokość w północnej części parku. Rzeka ma charakter naturalny, tworzy liczne zakola. Pozostałością wielu dawnych odciętych przez rzekę zakoli są starorzecza, tzw. „bużyska”, ulegające szybkiemu zarastaniu.
Jest to typowy park leśny (92% powierzchni w obrębie powiatu chełmskiego stanowią lasy) z dominacją gatunkową sosny. W parku występuje wiele rzadkich gatunków roślin, 35 znajduje się pod ścisłą ochroną m.in.: obuwik pospolity, storczyk kukawka i goździk pyszny.
Lasy Strzeleckiego Parku Krajobrazowego zostały wpisane na listę ostoi ptaków o znaczeniu krajowym, natomiast dolina Bugu jako ostoja o znaczeniu europejskim. Niektóre z gatunków ptaków, jak np. orlik krzykliwy, znalazły tu optymalne warunki do rozrodu. Liczne są również inne gatunki drapieżnych ptaków leśnych: myszołowy, jastrzębie, trzmielojady. Z innych kręgowców należy wymienić ginącego w Polsce żółwia błotnego oraz bobra i wydrę.
Na terenie parku utworzono dwa rezerwaty przyrody: Siedliszcze i Liski, o łącznej powierzchni 106 ha. Za pomniki przyrody (w parku i jego najbliższym sąsiedztwie) uznano 11 obiektów.